# Agriopis beschkovi
Agriopis beschkovi is een vlinder uit de familie spanners (Geometridae). De wetenschappelijke naam is voor het eerst geldig gepubliceerd in 1987 door Ganev.
De soort komt voor in Europa.